# وینترویل (جورجیا)
وینترویل، جورجیا (به انگلیسی: Winterville, Georgia) یک شهر در ایالات متحده آمریکا با جمعیت ۱٬۱۲۲ نفر است که در جورجیا واقع شده‌است.

## موقعیت جغرافیایی
موقعیت جغرافیایی شهرها و مناطق اطراف به شرح زیر است: